# Alfred Wienrich
Alfred Wienrich (* 21. Januar 1928 in Karlsruhe) ist ein deutscher Jurist. Er war von 1991 bis 1995 Präsident des Sächsischen Rechnungshofes.

## Leben

### Ausbildung
Wienrich machte in den Jahren 1954 bis 1957 ein Examen als Übersetzer für Französisch und Englisch an der Universität Mainz. Danach studierte er von 1957 bis 1961 Rechtswissenschaften an der Universität Heidelberg und legte das erste juristische Staatsexamen 1961 ab. Von 1961 bis 1964 ging er der Referendarausbildung nach und legte 1964 das zweite juristische Staatsexamen ab.

### Laufbahn
Wienrich fing im Jahr 1964 als Referent bei der Oberfinanzdirektion Karlsruhe an. Er wechselte 1966 als Referatsleiter in das Kultusministerium Baden-Württemberg. Anschließend war er von 1971 bis 1981 Mitglied des Rechnungshofes Baden-Württemberg. Danach arbeitete er von 1981 bis 1987 als Abteilungsleiter beim Rechnungshof der Europäischen Gemeinschaften in Luxemburg. Er kehrte im Jahr 1987 als Mitglied zum Rechnungshof Baden-Württemberg zurück und war dort als Rechnungshofdirektor tätig.
Alfred Wienrich wechselte im Rahmen des Aufbaus Ost im Jahr 1990 in die sächsische Finanzkontrolle und übernahm die Leitung des Aufbaustabes zur Errichtung des Sächsischen Rechnungshofes. Er wurde am 20. Dezember 1991 zum Präsidenten des Rechnungshofes ernannt. Am 30. September 1995 trat er in den Ruhestand ein und ihm folgte Hans-Günther Koehn.
Wienrich ist Mitglied der SPD.